# Lechang
Lechang, även romaniserat Lokchong, är en stad på häradsnivå i Shaoguans stad på prefekturnivå i provinsen Guangdong i sydöstra Kina. Den ligger omkring 240 kilometer norr om provinshuvudstaden Guangzhou. 
Lechang är indelat i ett stadsdelsdistrikt,  16 köpingar och två administrativa enheter på sockennivå.
Stadsdelsdistrikt (jiedao):

- Lecheng (乐城街道)

Köpingar (zhen):

- Baishi (白石镇)
- Beixiang (北乡镇)
- Changlai (长来镇)
- Dayuan (大源镇)
- Huangpu (黄圃镇)
- Jiufeng (九峰镇)
- Langtian (廊田镇)
- Liangjiang (两江镇)
- Meihua (梅花镇)
- Pingshi (坪石镇)
- Qingyun (庆云镇)
- Sanxi (三溪镇)
- Shaping (沙坪镇)
- Wushan (五山镇)
- Xiushui (秀水镇)
- Yunyan (云岩镇)

Administrativa enheter på sockennivå:
- Meitian Banshichu (梅田办事处)
- Pingshi Banshichu (坪石办事处)